# 世界的盟約
《世界的盟約》是日本女歌手倍賞千惠子在2004年發行的單曲，同為當年吉卜力工作室推出的動畫《霍爾的移動城堡》片尾曲。

## 概要
《世界的盟約》原由曾替動畫導演宮崎駿在2001年的作品《神隱少女》中、提供片尾曲的女歌手木村弓所演唱。起初收錄在木村弓2003年的個人專輯《流星》裡，歌詞的部份並則由詩人谷川俊太郎所完成。
後續木村弓將專輯《流星》寄送給宮崎駿時，專輯中的《世界的盟約》引起了宮崎駿的興趣而決定將它編入為動畫《霍爾的移動城堡》片尾曲，並安排讓擔任片中女主角「蘇菲」配音的倍賞千惠子來翻唱、及負責作品配樂的久石讓重新編曲。

## 收錄歌曲
1.世界的盟約
作詞：谷川俊太郎／作曲：木村弓／編曲：久石讓
2.人生的旋轉木馬
作曲&編曲：久石讓
3.世界的盟約
※演奏版

## 收錄專輯
- 霍爾的移動城堡原聲帶（2004年）
- 吉卜力工作室歌曲集（2008年）